# خودکارسازی فرآیندهای کسب‌وکار
در شرکت‌ها و بنگاه‌های اقتصادی، از خودکارسازی می‌توان برای ساده‌سازی فرایندها، دستیابی به تحول دیجیتال، افزایش کیفیت خدمات، بهبود ارائه خدمات یا محدود کردن هزینه‌ها استفاده کرد.کاربرد اتوماسیون در کسب‌وکار، شامل یکپارچه‌سازی برنامه‌ها، خودکارسازی اداری، تحویل پروژه، ورود داده‌ها، سفارش‌های فروش و حتی حقوق و دستمزد است که باعث صرفه جویی در وقت کار و هزینه‌های تجارت می‌شود. توانایی یک بنگاه اقتصادی به ابزارها و نرم‌افزارهایی که استفاده می‌کند بستگی دارد.
اتوماسیون رباتیک فرایند یک زمینه در حال ظهور در این حوزه است. مزایای معمول اتوماسیون رباتیک شامل هزینه کمتر، افزایش سرعت، دقت و ثبات؛ بهبود کیفیت تولید و مقیاس پذیری است.اتوماسیون همچنین می‌تواند امنیت بیشتری را به خصوص برای داده‌های حساس و خدمات مالی فراهم کند.

## کاربرد
اتوماسیون را می‌توان در اعمال کاری و بازرگانی از جمله بازاریابی، فروش و مدیریت گردش کار پیاده‌سازی کرد. روندرو به رشدی به سمت استفاده از فناوری‌های هوش مصنوعی وجود دارد که می‌توانند زبان طبیعی و مجموعه داده‌های بدون ساختار را درک کنند، با انسان‌ها تعامل داشته باشند و بدون آموزش انسانی با انواع جدید مشکلات سازگار شوند. متخصصان خودکارسازی تمایل دارند بر روی بخش‌های مختلف تمرکز کنند، اما رویکرد اصلی آنها مشابه است.

## هدف
انجام اتوماسیون فرآیند رباتیک (RPA) منجر به استقرار عوامل نرم افزاری حضوری یا بدون نیاز به مراقبت در محیط یک سازمان می‌شود. این عوامل نرم افزاری یا روبات‌ها برای انجام مجموعه‌های از پیش تعریف شده ساختاریافته و تکراری وظایف یا فرآیندهای کاری و تجاری مستقر می‌شوند. 
هدف این است که منابع انسانی بنگاه‌ها روی کارهای مهم‌تر تمرکز کنند، در حالی که عوامل رایانه‌ای وظایف تکراری مانند صورت‌حساب دهی را انجام می‌دهند. ربات‌های نرم‌افزار هوش مصنوعی برای مدیریت مجموعه‌های داده بدون ساختار (مانند تصاویر، متن، ضبط‌های صوتی) مستقر می‌شوند و پس از پیاده‌سازی و استقرار به کار می‌روند: برای مثال، می‌توانند رونوشت خودکار یک ویدیو را پست کنند.

## تاثیر خودکارسازی بر صنایع مختلف
خودکارسازی فرآیندها تأثیر عمیقی بر صنایع مختلف دارد و بهره‌وری، دقت و سرعت را در بسیاری از حوزه‌ها بهبود بخشیده است. در صنعت تولید، خودکارسازی خطوط تولید و مدیریت موجودی باعث کاهش هزینه‌ها و افزایش سرعت تولید شده است. در خدمات مالی، سیستم‌های خودکار می‌توانند تراکنش‌ها را سریع‌تر پردازش کرده، خطاهای انسانی را کاهش دهند و نظارت بهتری بر کلاهبرداری‌ها ارائه دهند. در بازاریابی، ابزارهای خودکارسازی مانند مدیریت کمپین‌های ایمیلی و تحلیل داده‌های مشتری، کارایی بیشتری به ارمغان آورده‌اند. در حوزه بهداشت و درمان نیز، خودکارسازی به زمان‌بندی هوشمند بیماران، تحلیل داده‌های پزشکی و مدیریت دقیق‌تر سوابق بیماران کمک می‌کند. به طور کلی، خودکارسازی نه تنها عملیات روزمره را ساده‌تر کرده، بلکه نوآوری و رقابت‌پذیری را در صنایع مختلف تقویت کرده است.